# ICE 4

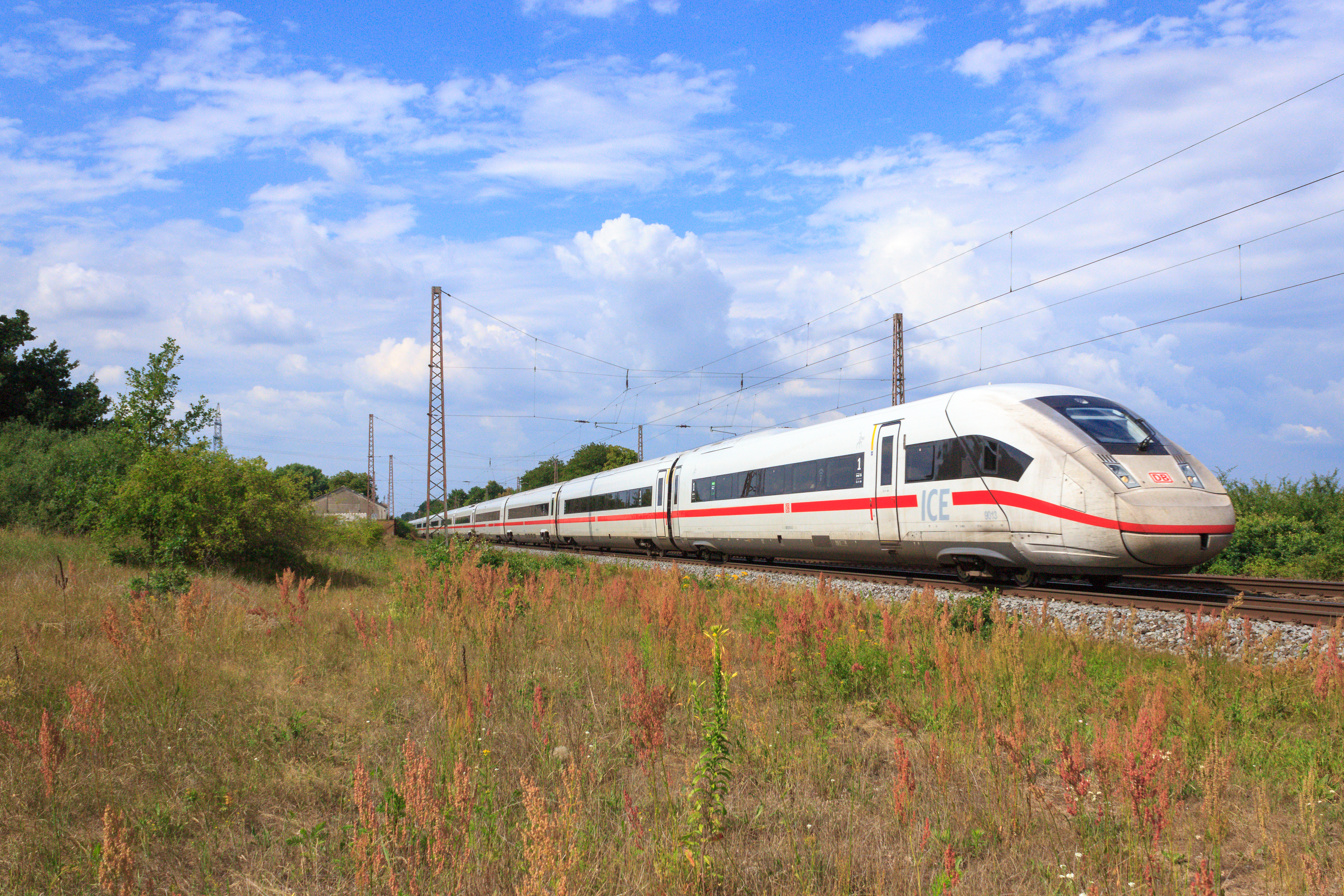
ICE 4 en el verano de 2018 en Wahnebergen (distrito de Verden)

Como ICE 4 se llama al ferrocarril alemán de última generación de trenes de alta velocidad Intercity Express (ICE) para el transporte de pasajeros a larga distancia. Siemens Mobility se encargó en 2011 del desarrollo y la construcción de inicialmente 170 trenes. La designación de la serie para los vagones de ferrocarril es 412, con el centro no motorizado y el automóvil de control con la designación de serie 812 recibida. Una variante de doce partes ha estado en operación regular desde diciembre de 2017, y se espera que una variante de siete partes esté en funcionamiento a partir de diciembre de 2020. En total, se comprarán hasta 300 trenes.Hasta septiembre de 2015, los trenes se enumeraron bajo el nombre de su proyecto como ICx.

## Composición
El ICE 4 es una composición de doce partes que puede circular a una velocidad máxima de 250 km/h. Su longitud de 346 metros le hace capaz para 830 asientos, 205 de los cuales son de primera clase y 625 de segunda. Tiene wifi en todo el tren y un novedoso sistema de iluminación que se regula atendiendo a la hora del día.

## Referencias

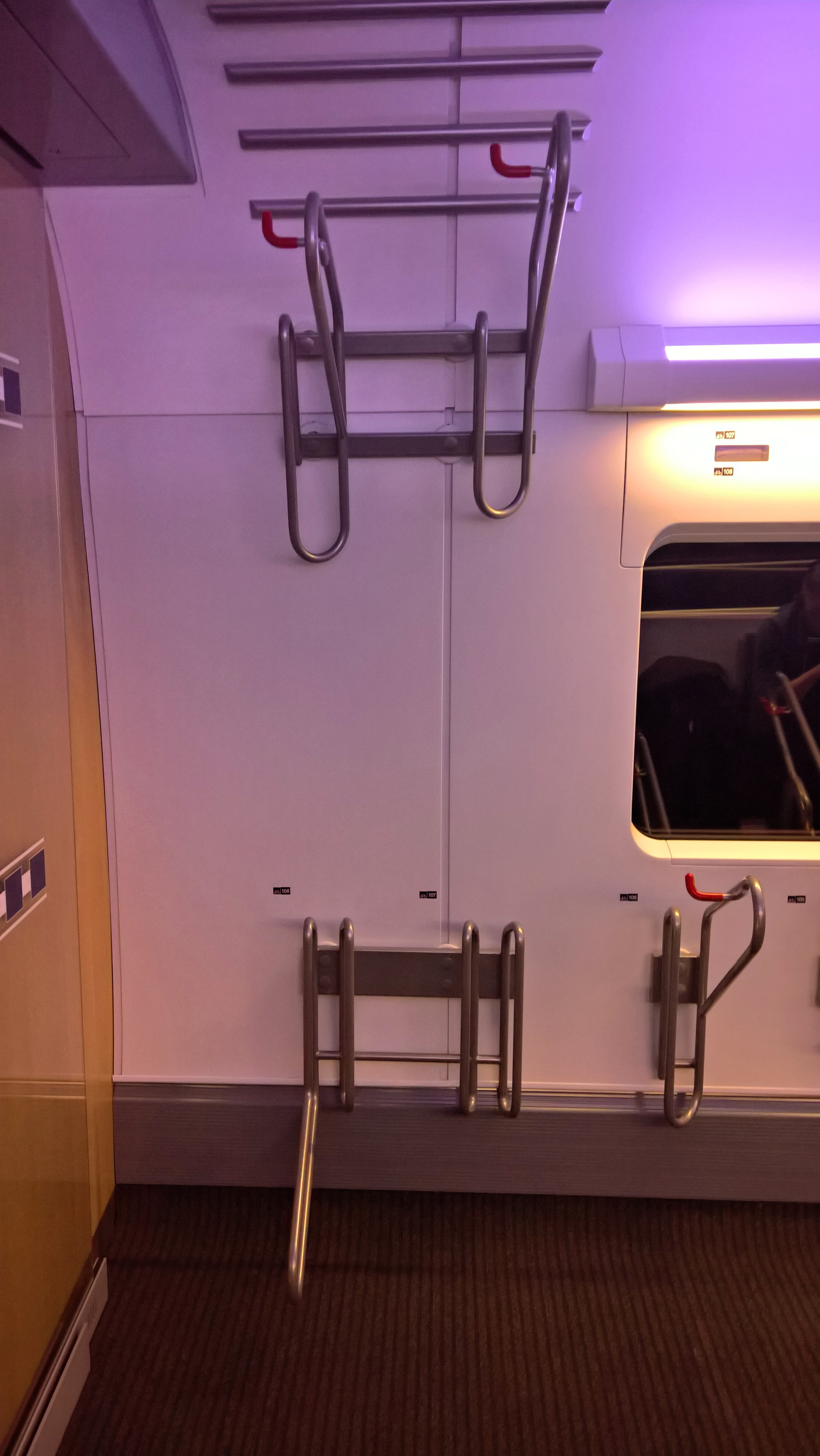
Espacio para bicicletas

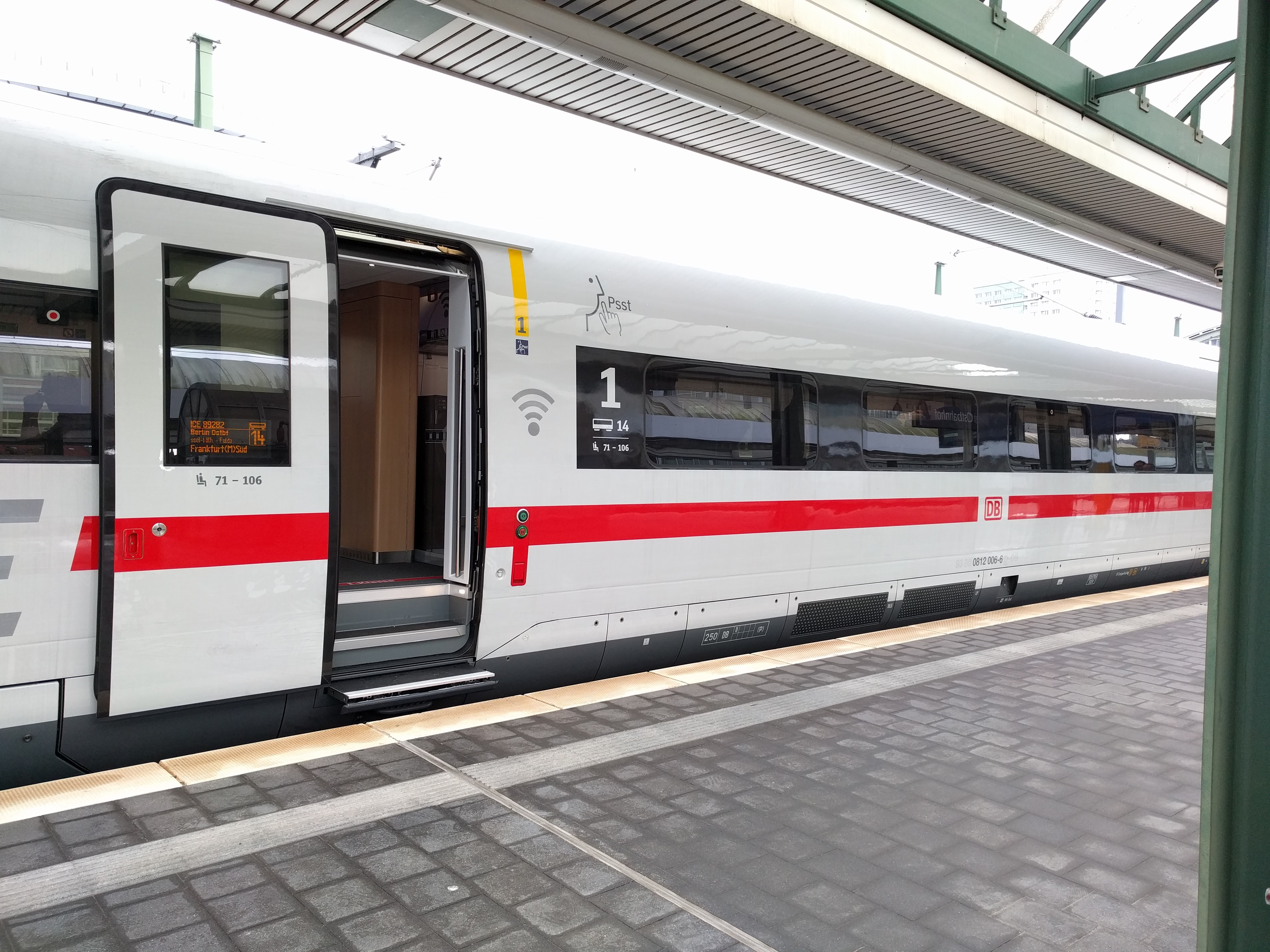
ICE 4, área de entrada

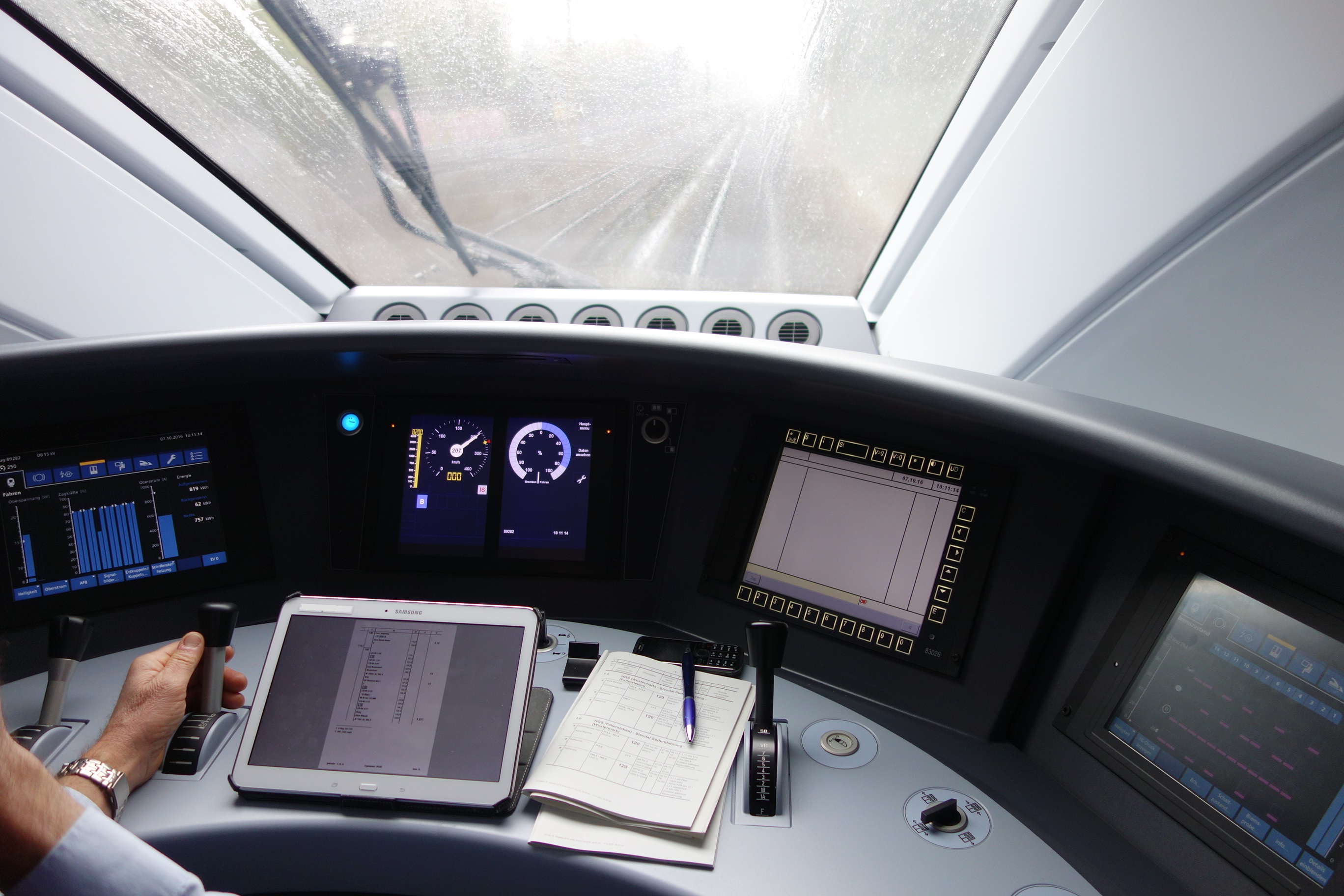
Cabina del ICE 4